# 限りなく透明に近いブルー
『限りなく透明に近いブルー』（かぎりなくとうめいにちかいブルー）は、村上龍によって書かれた小説。村上龍の処女作であり、代表作である。
第19回群像新人文学賞受賞を受けて、『群像』1976年6月号に掲載された。同年7月5日、第75回芥川賞を受賞。7月9日、講談社より単行本化された。装丁は著者自身が手がけている。
発行部数は単行本131万部（2005年）、単行本・文庫本の合計で367万部（2015年） に達する。芥川賞受賞作としては史上1位（単行本部数のトップは又吉直樹『火花』）。

## 概要
詩的な表現や過去に前例の無い文章表現などを多用し、当時の文芸界に衝撃を与えた作品である。荒廃していく若い男女を描いたために、よく石原慎太郎の『太陽の季節』と対比される。ストーリーは村上龍が20代の頃過ごした福生市での体験を基にしている。当初の題名は「クリトリスにバターを」であったが、露骨な性表現のため改題した。
作品評価
本作の優れている点は、なによりも「僕」が物事を常に客観視する中で、感情移入を排したフラットな表現でセックスや暴力を描ききった部分であると多くの作家・評論家が本作の解説で評価することが多い。衝撃的な内容を題材として捉えていながら、その文章自体は異常なまでに平易であり「清潔」である。たとえば登場人物について、本作では様々な人物が現れるが、その人物が一体いつどのように現れたのかは明示されず、そしていつの間にか消えてしまっている。通常の小説ならば不審に思われる点を自然に忘れさせてくれるのが、この「存在感の無い」と言われながら同時に衝撃的な文章そのものであり、その点が大いに評価された。
受賞
第19回群像新人文学賞、第75回芥川賞受賞作。芥川賞選考会では賛否が分かれ、2時間にわたる論戦が起こった。丹羽文雄、井上靖、吉行淳之介、中村光夫が支持、対して永井龍男と瀧井孝作が猛反発した。安岡章太郎は半票を投じ 4.5対2 で過半数を獲得した村上が受賞した。なお、井上靖は当初反対票を入れようと考えていたが、息子に提言され支持することになったらしい。もし井上靖が反対であれば過半数の票を獲得することはなく、村上の受賞はなくなっていた。
その他
中国語版の出版に際し、序文の中で村上は作品のテーマを、近代化の達成という大目標を成し遂げた後に残る「喪失感」であると述べている。また同文中にて、この作品がその後の作品のモチーフを全て含んでいる、ということが述べられている。

## あらすじ
舞台は東京都福生市。横田米空軍基地と米兵用に建築された「ハウス」がある。この街のアパートの一室で主人公リュウや複数の男女がクスリ、LSD、セックス、暴力、兵士との交流などに明け暮れ生活している。明日、何か変わったことがおこるわけでも、何かを探していたり、期待しているわけでもない。リュウは仲間達の行為を客観的に見続け、彼らはアパートでの生活を中心にただただ荒廃していく。そしていつの間にかアパートから仲間達は去っていき、リュウの目にはいつか見た幻覚が鳥として見えた。

### ハウス
「ハウス」とは、福生市にある米空軍横田基地周辺にあった（元）米軍住宅である。JR八高線と平行する国道16号に約2000戸あったとされる。朝鮮戦争やベトナム戦争の時に住宅不足のために建てられた。米軍住宅の場合は一種の治外法権地帯であり、ドラッグ・パーティーや乱交パーティーが開かれていたと言われる。戦後「ハウス」は安く借りられる広々とした一軒家として、芸術志向の若者を引きつけた。乱交パーティーの文化はそのまま残ったと言われる。

## 映画
1979年に村上自身が監督を務め、劇場映画が公開された。村上も映画を撮りたいという気持ちを持ち、キティ・フィルムの多賀英典社長も村上に監督をやらせてみたいと思い、村上は経験がないため映画のプロとして伊地智啓と組ませたが、興行としては惨敗に終わった。
三田村邦彦のデビュー作品で撮影中、自分の考えた画を表現しようとした村上と「（撮り方、表現が）非常識だ」というスタッフ、三田村が対立して現場は暗かったという。また、三田村は原作を読んで8ページで投げ出すほどだったため、出演に全く乗り気ではなかったが、村上と（三田村の）劇団の先輩である蜷川幸雄に説得されて出演した。
中山麻理が濡れ場で乳房露出のヌードを披露する。

### キャスト
- 三田村邦彦：リュウ
- 中山麻理：リリー
- 平田満：ヨシヤマ
- 若狭奎子：ケイ
- 伊川東吾：オキナワ
- 都倉成美：レイ子
- 高瀬由梨花：モコ
- 正木五郎：カズオ
- 佐久間宏則：ケン
- 中村晃子：マリ
- アレクサンダー・イーズリー：黒人兵ジャクソン
- アイク・ウイリアムス：黒人兵A
- キム・ウェルス：黒人兵B
- ピーター：黒人兵C
- ベックレー・トーマス：白人兵マック
- パメラ・カー：黒人女
- モアネット・リリー：白人女
- 小松方正：警官A
- 桜井センリ：警官B

### スタッフ
- 監督・原作・脚本：村上龍
- 製作：多賀英典
- プロデューサー：伊地智啓
- 制作補：古川石也
- 撮影：赤川修也
- 美術：和田洋
- 音楽：星勝
- 録音：紅谷愃一
- 照明：秋山賢治
- 編集：山地早智子
- 助監督：吉富友也
- スチール：岩井隆志

### 映像ソフト、サウンドトラック
- VHSがポニーキャニオンより、税抜き12,800円で発売されていた[3]。2025年現在、DVD化はされていない。
- Various Artists『限りなく透明に近いブルー オリジナルサウンドトラック』（1979年、MKF-1044、Kitty Record。再発CD: 1989年、H25K-20153、Kitty Record）

A1. VARIOUS「青白い夕焼け」/A2. 山下達郎「GROOVIN'」/A3. 小椋佳「(WHAT A) WONDERFUL WORLD」/A4. カルメン・マキ「青白い夕焼け（"リュウ"のテーマ）/A5. 井上陽水「HOMEWARD BOUND」/A6. アレックス・イーズリー「QUEEN OF EASTERN BLUES」/B1. 井上陽水「CLOUDY」/B2. 有山淳司「DAYDREAM」/B3. 上田正樹「WHEN A MAN LOVES A WOMAN」/B4. 瀬川洋「YOU DIDN'T HAVE TO BE SO NICE」/B5. 小椋佳「LOVE ME TENDER」

## その他
- LUNA SEAのセルフ・タイトルのファースト・アルバムには、同名が副題となった楽曲が存在する。この曲はRYUICHIが作品を読み、そこからインスピレーションを受けて作詞をしたもので、内容もドラッグに溺れ、狂っていく主人公からの視点となっている。
- THEE MICHELLE GUN ELEPHANTのシングル「リリィ」も、この小説にインスパイアされた物。